# Anatalavis
Genre
Espèces de rang inférieur
- † Anatalavis oxfordi Olsen 1999
- † Anatalavis rex, (Schufeldt 1915)

Le genre Anatalavis regroupe des fossiles d'oiseaux qui semblent proches du Canaroie semipalmé. Cependant la phylogénie de ces fossiles est discutée. Ce genre a été assigné par Olsen et Parris, en 1987, aux Charadriiformes, puis après la découverte de fossiles en Angleterre, à l'ordre des Anseriformes. Ce genre est même classé parmi les Anseranatidae par certains auteurs.

## Étymologie
Anatalavis est un mot formé à partir des termes latin Anas, ala et avis qui signifient respectivement canard, aile et oiseau.

## Liste des fossiles
- Les fossiles d'A. rex, anciennement rattachés au genre Telmatornis, ont été découverts dans la formation de Hornerstown dans le New Jersey. Ces fossiles sont constitués de deux humérus (YPM 902). La datation est incertaine : de la fin du Crétacé au début du Paléocène du fait des incertitudes de la datation de la formation.
- D'autres fossiles plus complets, nommés A. oxfordi ont été découverts ensuite dans les argiles de Londres[1], à Walton-on-the-Naze. L'espèce est plus grande que la précédente. Les fossiles découverts ont permis un rapprochement avec l'espèce de Canaroie[Quoi ?] grâce à la morphologie de leur furcula en forme de V, avec une grande et profonde symphyse. Ces fossiles ont été datés du début de l'Éocène.

## Morphologie
Les Anatalavis diffèrent des canaroies par leur bec plus fin, capable de filtrer l'eau mais aussi de broyer la nourriture. Ces espèces devaient avoir un vol rapide. La forme du bassin ressemble à celle d'un échassier plutôt qu'à celle d'un canard.

## Implication de la découverte
Ces fossiles permettent de penser que les oiseaux modernes ont pu évoluer depuis la fin du Mésozoïque, et non pas après l'extinction des dinosaures.